# Llista de topònims de Sautó
Llista de topònims (noms propis de lloc) de Sautó (Conflent).
Informació actualitzada per un bot. Els canvis manuals es perdran quan s'actualitzi!

## port de muntanya
| imatge | Nom                          | Ubicat a                 | instància de     | Detalls | coordenades                                                           | Protecció | Commons (més fotos) | Dades a WD                    |
| ------ | ---------------------------- | ------------------------ | ---------------- | ------- | --------------------------------------------------------------------- | --------- | ------------------- | ----------------------------- |
|        | Coll de Brilles              | Aiguatèbia i Talau Sautó | port de muntanya |         | 42° 31′ 41″ N, 2° 09′ 12″ E / 42.528158333333°N,2.15345°E 1964.8 msnm |           |                     | Modifica les dades a Wikidata |
|        | Coll de les Saleres Blanques | Aiguatèbia i Talau Sautó | port de muntanya |         | 42° 31′ 49″ N, 2° 10′ 11″ E / 42.530258°N,2.169617°E 1978.6 msnm      |           |                     | Modifica les dades a Wikidata |

## Misc
| imatge | Nom                      | Ubicat a                 | instància de                               | Detalls                                                                                            | coordenades                                                                         | Protecció                                                                                | Commons (més fotos)                 | Dades a WD                    |
| ------ | ------------------------ | ------------------------ | ------------------------------------------ | -------------------------------------------------------------------------------------------------- | ----------------------------------------------------------------------------------- | ---------------------------------------------------------------------------------------- | ----------------------------------- | ----------------------------- |
|        | Castell de Sautó         | Sautó                    | château                                    | | 42° 30′ 46″ N, 2° 09′ 02″ E / 42.512652777778°N,2.1506222222222°E 1575.1 msnm       |                                                                                          |                                     | Modifica les dades a Wikidata |
|        | Estació de Sautó         | Sautó                    | estació de ferrocarril                     | | 42° 30′ 23″ N, 2° 09′ 36″ E / 42.506371°N,2.159993°E 1224 msnm                      |                                                                                          | Halte de Sauto                      | Modifica les dades a Wikidata |
|        | Fetges                   | Pirineus Orientals Sautó | municipi francès                           | | 42° 30′ 40″ N, 2° 07′ 41″ E / 42.511°N,2.128°E 1524.6 msnm                          |                                                                                          | Fetges                              | Modifica les dades a Wikidata |
|        | Pic de Figamà            | Aiguatèbia i Talau Sautó | muntanya                                   | | 42° 31′ 35″ N, 2° 09′ 35″ E / 42.526355555555554°N,2.1597166666666667°E 2029.8 msnm |                                                                                          |                                     | Modifica les dades a Wikidata |
|        | Sant Maurici de Fetges   | Sautó                    | capella                                    | Estil: arquitectura romànica                                                                       | 42° 30′ 34″ N, 2° 07′ 49″ E / 42.509466°N,2.130307°E 1576.3 msnm                    |                                                                                          | Chapelle du Sacré-Cœur de Fetges    | Modifica les dades a Wikidata |
|        | Sant Maurici de Sautó    | Sautó                    | església                                   | Estil: arquitectura romànica Anomenat per: Maurici d'Agaunum Dedicat a: Maurici d'Agaunum          | 42° 30′ 45″ N, 2° 09′ 02″ E / 42.5125°N,2.1505°E 1576.3 msnm                        |                                                                                          | Église Saint-Maurice de Sauto       | Modifica les dades a Wikidata |
|        | Tet                      | Pirineus Orientals       | riu                                        | Desemboca: mar Mediterrània Llarg: 115.8km Conca: 1369km²                                          | 42° 42′ 48″ N, 3° 02′ 23″ E / 42.713333333333°N,3.0397222222222°E                   |                                                                                          | Têt                                 | Modifica les dades a Wikidata |
|        | casa de la vila de Sautó | Sautó                    | instal·lació Ús: seu del govern local      | | 42° 30′ 45″ N, 2° 09′ 02″ E / 42.5124870496594°N,2.15055221850685°E fr:66210 SAUTO  |                                                                                          | Town hall of Sauto                  | Modifica les dades a Wikidata |
|        | la Cassanya              | Sautó                    | veïnat                                     | |                                                                                     |                                                                                          |                                     | Modifica les dades a Wikidata |
|        | pont Gisclard            | Sautó                    | pont d'acer pont ferroviari pont atirantat | Arquitecte: Albert Gisclard 1908 Travessa: Tet Hi passa: Tren Groc Llarg: 253m Llum: 156m Alt: 62m | 42° 30′ 14″ N, 2° 08′ 36″ E / 42.503908°N,2.143419°E                                | monument històric inventariat monument històric catalogat marca «Patrimoni del segle XX» | Pont Gisclard (Pyrénées-Orientales) | Modifica les dades a Wikidata |